# حلبة الموت (فلم 2008)
حلبة الموت (بالإنجليزية: Ring of Death) هو فيلم حركة وجريمة ودراما تم إنتاجه في الولايات المتحدة وصدر سنة 2008 بطولة جوني ميسنر وشارلوت روس.

## القصة
يدير أحد الساديين نادي قتال مميت، حيث ينخرط السجناء في مبارزات وحشية.

## وصلات خارجية
- مقالات تستعمل روابط فنية بلا صلة مع ويكي بيانات

حلبة الموت على IMDb
حلبة الموت على Rotten Tomatos